# Coralliophila panormitana
Coralliophila panormitana is een slakkensoort uit de familie van de Muricidae. De wetenschappelijke naam van de soort is voor het eerst geldig gepubliceerd in 1869 door Monterosato.